# خوان كارلوس سانشيز
خوان كارلوس سانشيز (بالإسبانية: Juan Carlos Sánchez Frías) (1 سبتمبر 1956 بفورموزا في الأرجنتين - ) هو مدرب كرة قدم ولاعب كرة قدم بوليفي وأرجنتيني في مركز الهجوم. شارك مع منتخب بوليفيا لكرة القدم. أما مع النوادي، فقد لعب مع خميناسيا خوخوي وليتورال ونادي خورخي ويلسترمان ونادي ديبورتيفو سان خوسي ونادي غوبيارا وإنديبندنتي بتروليرو ‏ ونادي بلومينغ.

## وصلات خارجية
- خوان كارلوس سانشيز على موقع قاعدة بيانات كرة القدم.إي يو (الإنجليزية)
- خوان كارلوس سانشيز على موقع ناشيونال فوتبول تيمز (الإنجليزية)
- خوان كارلوس سانشيز على موقع عالم كرة القدم.نت (الإنجليزية)